# Modelaje matemático de epidemias
El modelaje matemático de epidemias consiste en el uso del lenguaje y herramientas matemáticas para explicar y predecir el comportamiento de agentes infecciosos y potencialmente dañinos a poblaciones humanas o animales. Además los modelos matemáticos pueden proyectar cómo progresan las enfermedades infecciosas para mostrar el resultado probable de una epidemia (incluso en las plantas) para ayudar a informar las instituciones de salud pública y sanidad vegetal. Los modelos usan suposiciones básicas o estadísticas recopiladas junto con matemáticas para encontrar parámetros para varias enfermedades infecciosas que se usan para calcular los efectos de diferentes intervenciones, como programas de vacunación masiva. El modelado puede ayudar a decidir qué intervenciones evitar y cuáles probar, o puede predecir futuros patrones de crecimiento, etc.

## Historia
El modelado de enfermedades infecciosas es una herramienta que se utiliza para estudiar los mecanismos por los cuales se propagan las enfermedades, predecir el curso de un brote y evaluar estrategias para controlar una epidemia.
El primer científico que trató sistemáticamente de cuantificar las causas de muerte fue John Graunt en su libro Natural and Political Observations made upon the Bills of Mortality, en 1662. Las fuentes de información que estudió eran listados de números y causas de muerte publicados semanalmente. El análisis de Graunt de las causas de muerte se considera el comienzo de la "teoría de los riesgos competitivos" que según Daley y Gani es "una teoría que ahora está bien establecida entre los epidemiólogos modernos".
La primera vez que se usó el modelado matemático de la propagación de enfermedades, fue realizado en 1760 por Daniel Bernoulli. Formado como médico, Bernoulli creó un modelo matemático para defender la práctica de la inoculación contra la viruela. Los cálculos de este modelo mostraron que la inoculación universal contra la viruela aumentaría la expectativa de vida de 26 años 7 meses a 29 años 9 meses. El trabajo de Daniel Bernoulli precedió a la comprensión moderna de la teoría de los gérmenes.
A principios del siglo XX, William Hamer y Ronald Ross aplicaron la ley de acción de masas para explicar el comportamiento epidémico.
La década de 1920 vio el surgimiento de modelos compartimentados. El modelo epidémico de Kermack-McKendrick (1927) y el modelo epidémico de Reed-Frost (1928) describen la relación entre los individuos susceptibles, infectados e inmunes en una población. El modelo epidémico de Kermack-McKendrick logró predecir el comportamiento de los brotes de forma muy similar a la observada en muchas epidemias registradas.
Recientemente, se han utilizado modelos basados en agentes (MBA) a cambio de modelos compartimentales más simples. Por ejemplo, los MBA epidemiológicos se han utilizado para informar a las instituciones de salud pública (no farmacéuticas) contra la propagación del SARS-CoV-2. Los MBA epidemiológicos, a pesar de su complejidad y de requerir un alto poder computacional, han sido criticados por simplificar y hacer suposiciones poco realistas. Aun así, pueden ser útiles para evaluar las decisiones con respecto a las medidas de mitigación y supresión cuando los MBA se calibran con precisión.

## Modelos deterministas
En un modelo determinista la enfermedad puede infectar a los individuos de manera aleatoria. Sin embargo, la ley de los grandes números nos asegura que el número de infecciones se va haciendo cada vez más predecible conforme el tamaño de la población aumenta. Debido a esto los modelos deterministas son usados para tratar enfermedades que afectan a poblaciones grandes y a menudo surgen representados a través de ecuaciones diferenciales.

### Terminología
A continuación se da una breve descripción de la notación que usaremos a lo largo de los modelos deterministas (por orden de aparición):
- S - Individuos susceptibles (ver modelo SIR).
- I - Individuos infectados (ver modelo SIR).
- R - Individuos recobrados (ver modelo SIR).
- N - Población total.
- β - Tasa de contagios (media de personas infectadas por un infectado en una unidad t).
- 1/γ - Tiempo promedio de infección (para un solo individuo).
- μ - Tasa promedio de defunciones (probabilidad de que un individuo infectado muera debido a la enfermedad).
- f - Tasa promedio de pérdida de inmunidad en individuos recobrados.
- E - Individuos expuestos.
- 1/ε Tiempo promedio de incubación.
- B - Tasa promedio de nacimientos.
- M - Infantes con inmunidad pasiva.
- 1/δ - Tiempo promedio de inmunidad temporal.

### Modelo SIR

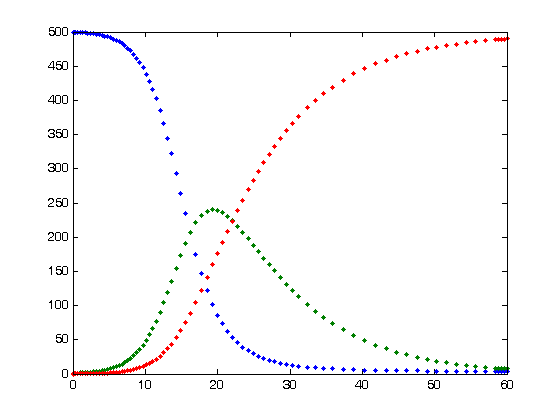
Un ejemplo de modelo SIR (Azul = Población susceptible, Verde= Población infectada y Rojo = Población recuperada).

En 1927, W. O. Kermack y A. G. McKendrick crearon el modelo SIR que considera una enfermedad que se desarrolla a lo largo del tiempo y únicamente tres clases de individuos (de donde proviene el nombre):
- S(t) representa a los individuos susceptibles, es decir, aquellos que no han enfermado anteriormente y por lo tanto pueden resultar infectados al entrar en contacto con la enfermedad.
- I(t) representa a los individuos infectados y por lo tanto en condiciones de transmitir la enfermedad a los del grupo S.
- R(t) representa a los individuos recobrados de la enfermedad, y que ya no están en condiciones ni de enfermar nuevamente ni de transmitir la enfermedad a otros.

El flujo de transiciones de un grupo a otro se da como sigue:
{\displaystyle {\mathcal {S}}} {\displaystyle \rightarrow } {\displaystyle {\mathcal {I}}} {\displaystyle \rightarrow } {\displaystyle {\mathcal {R}}}
Dada una población fija N=S(t)+I(t)+R(t), Kermack y McKendrick obtuvieron las siguientes ecuaciones diferenciales que describen el modelo:
{\displaystyle {dS \over dT}=-\beta SI}
{\displaystyle {dI \over dT}=\beta SI-\gamma I}
{\displaystyle {dR \over dT}=\gamma I}

### Modelo SIR con nacimientos y muertes
Éste es una ampliación del modelo SIR y considera nacimientos a lo largo del tiempo t, de modo que hay una constante renovación de individuos susceptibles a la enfermedad. Del mismo modo, algunos individuos mueren o bien por la enfermedad o de manera natural al cabo de un tiempo de haber sido recobrados. El flujo de transiciones de un grupo a otro sigue siendo:
{\displaystyle {\mathcal {S}}} {\displaystyle \rightarrow } {\displaystyle {\mathcal {I}}} {\displaystyle \rightarrow } {\displaystyle {\mathcal {R}}}
Las ecuaciones diferenciales que representan el modelo son:
{\displaystyle {dS \over dt}=-\beta SI+\mu (N-S)}
{\displaystyle {dI \over dt}=\beta SI-\gamma I-\mu I}
{\displaystyle {dR \over dt}=\gamma I-\mu R}

### Modelo SIS con nacimientos y muertes
Simplificación del modelo SIR con nacimientos y muertes, en donde un individuo recobrado nunca desarrolla inmunidad a la enfermedad, de modo que el flujo de un grupo a otro resulta:
{\displaystyle {\mathcal {S}}} {\displaystyle \rightarrow } {\displaystyle {\mathcal {I}}} {\displaystyle \rightarrow } {\displaystyle {\mathcal {S}}}
Sus ecuaciones diferenciales son:
{\displaystyle {dS \over dt}=-\beta SI+\mu (N-S)+\gamma I}
{\displaystyle {dI \over dt}=\beta SI-\gamma I-\mu I}

### Modelo SIRS
Extensión del modelo SIR, en donde los individuos recobrados pueden perder la inmunidad a la enfermedad y volver a formar parte del grupo de susceptibles. El flujo de un grupo a otro está dado como sigue:
{\displaystyle {\mathcal {S}}} {\displaystyle \rightarrow } {\displaystyle {\mathcal {I}}} {\displaystyle \rightarrow } {\displaystyle {\mathcal {R}}} {\displaystyle \rightarrow } {\displaystyle {\mathcal {S}}}
Sus ecuaciones diferenciales son:
{\displaystyle {dS \over dt}=-\beta SI+fR}
{\displaystyle {dI \over dt}=\beta SI-\gamma I-\mu I}
{\displaystyle {dR \over dt}=\gamma I-\mu R-fR}

### Modelo SEIS
El modelo SEIS considera una nueva clase de individuos E (del inglés exposed), es decir, aquellos que portan la enfermedad pero que al hallarse en su periodo de incubación no muestran síntomas y pueden o no estar en condición de infectar a otros. Se supone además que un individuo que ha enfermado nunca obtiene inmunidad, de modo que el flujo de grupos resulta:
{\displaystyle {\mathcal {S}}} {\displaystyle \rightarrow } {\displaystyle {\mathcal {E}}} {\displaystyle \rightarrow } {\displaystyle {\mathcal {I}}} {\displaystyle \rightarrow } {\displaystyle {\mathcal {S}}}
y sus ecuaciones diferenciales están dadas por:
{\displaystyle {dS \over dt}=B-\beta SI-\mu S+\gamma I}
{\displaystyle {dE \over dt}=\beta SI-(\epsilon +\mu )E}
{\displaystyle {dI \over dt}=\epsilon E-(\gamma +\mu )I}

### Modelo SEIR
Derivado del modelo SEIS pero agregando esta vez a la población de recobrados. En este caso, al igual que los anteriores, cada grupo es mutuamente excluyente y la suma de todos es la población total, esto es, {\displaystyle N=S(t)+E(t)+I(t)+R(t)}
El flujo de un grupo a otro es:
{\displaystyle {\mathcal {S}}} {\displaystyle \rightarrow } {\displaystyle {\mathcal {E}}} {\displaystyle \rightarrow } {\displaystyle {\mathcal {I}}} {\displaystyle \rightarrow } {\displaystyle {\mathcal {R}}}
y sus ecuaciones diferenciales resultan: 1
{\displaystyle {dS \over dt}=B-\beta S{\frac {I}{N}}-\mu N-\mu S}
{\displaystyle {dE \over dt}=\beta S{\frac {I}{N}}-(\epsilon +\mu )E}
{\displaystyle {dI \over dt}=\epsilon E-(\gamma +\mu )I}
{\displaystyle {dR \over dt}=\gamma I-\mu R}

### Modelo MSIR
Este modelo considera una nueva clase de individuos M, los llamados infantes con inmunidad pasiva que tras cierto tiempo la pierden y están en condición de ser portadores de la enfermedad (para una descripción más detallada véase Inmunidad (medicina)). Los flujos de grupo resultan:
{\displaystyle {\mathcal {M}}} {\displaystyle \rightarrow } {\displaystyle {\mathcal {S}}} {\displaystyle \rightarrow } {\displaystyle {\mathcal {I}}} {\displaystyle \rightarrow } {\displaystyle {\mathcal {R}}}
y sus ecuaciones diferenciales:
{\displaystyle {dM \over dt}=B-\delta MS-\mu M}
{\displaystyle {dS \over dt}=\delta MS-\beta SI-\mu S}
{\displaystyle {dI \over dt}=\beta SI-\gamma I-\mu I}
{\displaystyle {dR \over dt}=\gamma I-\mu R}

### Modelo MSEIR
Derivado del modelo anterior, en donde entre el periodo de susceptibilidad e infección hay un periodo de latencia, de modo que el flujo entre un grupo y otro es:
{\displaystyle {\mathcal {M}}} {\displaystyle \rightarrow } {\displaystyle {\mathcal {S}}} {\displaystyle \rightarrow } {\displaystyle {\mathcal {E}}} {\displaystyle \rightarrow } {\displaystyle {\mathcal {I}}} {\displaystyle \rightarrow } {\displaystyle {\mathcal {R}}}
y sus ecuaciones diferenciales:
{\displaystyle {dM \over dt}=B-\delta MS-\mu M}
{\displaystyle {dS \over dt}=\delta MS-\beta SI-\mu S}
{\displaystyle {dE \over dt}=\beta SI-(\epsilon +\mu )E}
{\displaystyle {dI \over dt}=\epsilon E-(\gamma +\mu )I}
{\displaystyle {dR \over dt}=\gamma I-\mu R}

## Modelos no deterministas
Para poblaciones pequeñas la fluctuación de una enfermedad puede ser muy grande y debido a esto se vuelve necesario considerar el factor aleatorio en el modelo. En estos casos la probabilidad se hace presente y las variables aleatorias pasan a sustituir a las ecuaciones diferenciales como herramientas para resolver el problema.

## Procesos de ramificación
Uno de los modelos más simples se puede obtener a partir del proceso de ramificación de Bienaymé-Galton-Watson (llamado más comúnmente Proceso Galton-Watson). Este proceso estocástico discreto modela una población que evoluciona en el tiempo y en cada etapa el proceso puede tomar valores enteros no negativos, que representarán el tamaño total de la población en dicho periodo.
Usando el modelo antes mencionado podemos considerar una epidemia donde la "población" consistirá justamente en el conjunto de todos los individuos enfermos, y para cada enfermo su "descendencia" será el número de individuos nuevos que contagia. Conociendo la función de distribución de nuevos contagios es posible entonces calcular, entre otras cosas, el índice de contagio y la probabilidad de extinción. Estas magnitudes tienen importancia tanto teórica como práctica, pues uno de los aspectos más importantes de una epidemia es su agresividad y posible alcance.